# 2003年第九号热带低气压
第九号热带低气压（英語：Tropical Depression Nine）是2003年8月在加勒比海东部发展形成并消散的一股弱热带低气压，源于8月21日波多黎各以南的一股东风波。低气压很快显示出组织迹象，气象学家预计系统会发展成强烈热带风暴。但是，系统上空意外出现强烈的西南向风切变，导致热带低气压于8月22日晚在多米尼加最东端以南洋面退化成东风波。
低气压沿途普降中到大雨，其残留给多米尼加共和国带去小到中雨，引发洪灾及河流泛滥，有上百套房屋被淹，还有农作物受损。该国当时已遭受持续数月的干旱，风暴带来的降水缓解了旱情。牙买加东部也出现洪灾，但经受的损失程度不明。

## 气象历史
8月14日，一股强烈的东风波离开非洲海岸稳步向西移动，其组织结构杂乱无章，于8月15日经过佛得角群岛。8月17日，系统在佛得角群岛西南偏西方向约1200公里洋面发展出弱低气压区。东风波轴线以西的对流有所增长，到达小安的列斯群岛以东约2000公里海域时，系统的组织结构已有改善。但是，系统周围的对流于8月19日消亡，并在当晚开始经过小安的列斯群岛。虽然上层风环境有利，气压也在下降，但系统表面起初没有表现出存在环流的迹象。协调世界时8月20日清晨，对流开始增多，系统组织性也逐渐增强。根据船只的风速报告，美国国家飓风中心估计系统于8月21日在波多黎各圣胡安以南约415公里海域发展成第九号热带低气压。
低气压迅速呈现出发展迹象，爆发的对流周围发展出带状特征。由于上层环境有利，气象机构预测低气压会在登陆海地和古巴东部后强化成风力时速110公里的热带风暴。上层外流仍然层次分明，但8月22日清晨，中心附近的对流已有减退。低气压继续表现出发展势头，北面和东面都有层次分明的云层格局。但是，系统上空的强烈西南向风切变意外激增，低气压于8月22日在多明尼加最东端以南海域退化成东风波。系统仍然保有层次分明的云层格局和强烈的中层环流，美国国家飓风中心认为系统随时都可能重新发展。8月23日清晨，东风波轴线进入多明尼加共和国上空，其组织结构在行经伊斯帕尼奥拉岛山区上空期间变得混乱。考虑到系统接下来进入的区域更有利于热带天气系统发展，所以东风波仍然具备重新发展的可能，但到了8月25日，美国国家飓风中心认为系统已经不大可能重新发展，所以停止对其进行监控。

## 防灾措施
美国国家飓风中心针对热带低气压发布首份公告时，多明尼加共和国政府向巴拉奥纳到该国与海地的边境之间地区发布热带风暴观察预警，并且海地与多明尼加共和国边境向西直至太子港之间地区也收到了热带风暴观察预警。位于迈阿密的美国国家飓风中心建议古巴东部密切关注风暴发展。低气压行进至圣多明哥东南偏南方向约330公里洋面时，多明尼加共和国政府向蓬塔帕伦克（Punta Palenque）到该国与海地边境之间地区发布热带风暴警告。气旋到达距伊斯帕尼奥拉岛海岸线约250公里海域时，多明尼加共和国政府将热带风暴警告范围向东延伸至紹納島，海地政府也将之前发布的预警升级成热带风暴警告。美国国家飓风中心建议巴哈马关注风暴走向。多明尼加共和国出现暴雨后，官员将生活在低洼地区的居民疏散。

## 影响

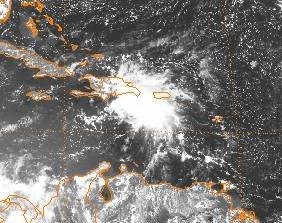
第九号热带低气压的残留在大安的列斯群岛上空扩散

第九号热带低气压的东风波前身令小安的列斯群岛普降中到大雨。低气压给波多黎各带去中等程度降水，当地记录下50至75毫米降雨量。降雨引发的洪灾导致10套房屋被淹，部分街道无法通行。该岛东部发生泥石流。波多黎各东北部有河流溢出，但只过了几小时就已恢复到正常水位。波多黎各一共遭受了价值约2万美元的破坏（2003年美元，相当于2025年的3.42萬美元）。
多明尼加共和国大部分地区的降雨量在25毫米以上，该国首都圣多明哥达到全国最高的98毫米。降水引发洪灾，其中又以首都以东和西面为主，有5条河流溢出。许多道路被淹，导致交通受阻。洪水还令一间体育中心和一套房屋倒塌，致使两人受伤。更为内陆的地区有上百套房屋被淹，160人被迫撤离。还有报道表明该国的农作物也受到破坏。阵风将佩德纳莱斯的树木连根拔起，其中很多倒在输电线缆上，导致该市部分地区停电。多明尼加共和国之前几个月里受到持续的旱情影响，所以这些降水缓解了旱情。牙买加东部也出现轻度洪灾，但经受的损失程度不明。